# Тарасово (Относовское сельское поселение)
Тарасово — деревня в Вяземском районе Смоленской области России. Входит в состав Относовского сельского поселения. По состоянию на 2020 год население 5 человек. 
Расположена в восточной части области в 12 км к западу от Вязьмы, в 1,5 км севернее автодороги М1 «Беларусь», на берегу реки Вязьма. В 7 км юго-западнее деревни расположена железнодорожная станция Семлёво на линии Москва — Минск. 

## История
В годы Великой Отечественной войны деревня была оккупирована гитлеровскими войсками в октябре 1941 года, освобождена в марте 1943 года.